# Sicilia (Wein)
Als Sicilia wird ein DOC-Wein bezeichnet, der aus allen Weinbauregionen auf Sizilien stammen darf. Diese Appellation wurde erst 2011 eingeführt. Die letzte Modifikation stammt vom 7. März 2014. Die Appellation schließt das Gebiet der gesamten Insel ein und darf als Zusatz „Sicilia“ auf dem Etikett erscheinen. So kann die sizilianische Herkunft auch bei den unbekannteren DOC-Appellationen verdeutlicht werden.

## Erzeugung
2017 wurden von 22.888 ha 1.219.395 hl DOC-Wein erzeugt.
Folgende Weintypen dürfen laut DOC-Bestimmungen hergestellt werden:
- Bianco, auch als Spätlese
- Rosso, auch als Spätlese und als Riserva
- Rosato
- Spumante bianco
- Spumante rosato
- Mit dem Hinweis auf eine der folgenden Rebsorten: Alicante, Cabernet franc, Cabernet sauvignon, Carignano, Carricante, Catarratto, Chardonnay, Damaschino, Fiano, Frappato, Grecanico, Grillo, Inzolia, Merlot, Mondeuse, Müller-Thurgau, Nerello cappuccio, Nerello mascalese, Nero d’Avola, Nocera, Perricone, Pinot grigio, Pinot nero, Sauvignon, Syrah, Viognier.
- Mit dem Hinweis auf zwei der folgenden Rebsorten:
  - a) Cuvée aus zwei Weißweinen: Catarratto – Chardonnay, Catarratto – Grillo, Catarratto – Inzolia, Catarratto – Viogner, Catarratto – Fiano, Grecanico – Inzolia, Grecanico – Chardonnay, Grecanico – Viogner, Grecanico – Fiano, Carricante – Chardonnay, Carricante – Catarratto, Carricante – Grecanico, Grillo – Grecanico, Grillo – Viognier, Grillo – Sauvignon, Grillo – Chardonnay, Inzolia – Chardonnay, Inzolia – Viognier, Inzolia – Grillo, Inzolia – Sauvignon,
  - b) Cuvée aus zwei Rotweinen: Carignano – Alicante, Nero d’Avola – Merlot, Nero d’Avola – Perricone, Nero d’Avola – Cabernet sauvignon, Nero d’Avola – Syrah, Nero d’Avola – Cabernet franc, Nero d’Avola – Pinot nero, Nero d’Avola – Nerello cappuccio, Nero d’Avola – Frappato, Nero d’Avola – Nerello mascalese, Nerello mascalese – Merlot, Nerello mascalese – Nerello cappuccio, Syrah – Merlot, Syrah – Cabernet sauvignon, Syrah – Alicante, Syrah – Carignano, Merlot – Cabernet sauvignon, Merlot – Syrah, Frappato – Syrah, Frappato – Cabernet sauvignon, Perricone – Nerello mascalese.[1]

## Herstellungsvorschriften und Beschreibung
- Bianco, auch als Spätlese: mind. 50 % Insolia, Catarratto, Grillo, Grecanico (einzeln oder zusammen), der Rest dürfen andere weiße Rebsorten sein, die zum Anbau auf Sizilien zugelassen sind
- Rosso, auch als Spätlese und als Riserva: mind. 50 % Nero d’Avola, Frappato, Nerello mascalese und Perricone (einzeln oder zusammen), der Rest dürfen andere rote Rebsorten sein, die zum Anbau auf Sizilien zugelassen sind
- Rosato: mind. 50 % Nero d’Avola, Frappato, Nerello mascalese und Perricone (einzeln oder zusammen), der Rest dürfen andere rote Rebsorten sein, die zum Anbau auf Sizilien zugelassen sind
- Spumante bianco: mind. 50 % Catarratto, Inzolia, Chardonnay, Grecanico, Grillo, Carricante, Pinot nero, Moscato bianco und Zibibbo, der Rest dürfen andere weiße Rebsorten sein, die zum Anbau auf Sizilien zugelassen sind
- Spumante rosato: mind. 50 % Nero d’Avola, Frappato, Nerello mascalese und Perricone (einzeln oder zusammen), der Rest dürfen andere rote Rebsorten sein, die zum Anbau auf Sizilien zugelassen sind
- Sicilia DOC, mit dem Hinweis auf eine der folgenden Rebsorten: Inzolia, Grillo, Chardonnay, Catarratto, Carricante, Grecanico, Fiano, Damaschino, Viogner, Müller-Thurgau, Sauvignon blanc, Pinot grigio, Nero d’Avola, Perricone, Nerello cappuccio, Frappato, Nerello mascalese, Cabernet franc, Merlot, Cabernet sauvignon, Syrah, Pinot nero Nocera, Mondeuse, Carignano und Alicante. Sie müssen zu mindestens 85 % aus der genannten Rebsorte bestehen. Die restlichen maximal 15 % dürfen aus anderen Rebsorten der entsprechenden Farbe bestehen, die zum Anbau auf Sizilien zugelassen sind.[1]

### Sicilia bianco
- Farbe: mehr oder weniger intensiv strohgelb
- Geruch: fein, elegant
- Geschmack: trocken, ausgewogen, charakteristisch
- Alkoholgehalt: mindestens 11,5 % Vol.
- Säuregehalt: mind. 4,5 g/l
- Trockenextrakt: mind. 16,0 g/l[1]

### Sicilia rosso
- Farbe: mehr oder weniger intensiv rubinrot
- Geruch: angenehm, fein
- Geschmack: trocken, harmonisch, ausgewogen
- Alkoholgehalt: mindestens 12,0 % Vol.
- Säuregehalt: mind. 4,5 g/l
- Trockenextrakt: mind. 22,0 g/l[1]

### Sicilia rosato
- Farbe: mehr oder weniger intensiv rosa
- Geruch: fein, elegant
- Geschmack: trocken, ausgewogen, charakteristisch
- Alkoholgehalt: mindestens 12,0 % Vol.
- Säuregehalt: mind. 4,5 g/l
- Trockenextrakt: mind. 18,0 g/l[1]

### Sicilia Spumante bianco
- Perlage: fein und anhaltend
- Farbe: mehr oder weniger intensiv strohgelb
- Geruch: charakteristisch, fein
- Geschmack: frisch, harmonisch, von extrabrut bis dolce
- Alkoholgehalt: mindestens 10,5 % Vol.
- Säuregehalt: mind. 5,0 g/l
- Trockenextrakt: mind. 15,0 g/l[1]